# Nebojša Bogavac
Nebojša Bogavac, né le 14 décembre 1973 à Bijelo Polje au Monténégro, est un joueur puis entraîneur monténégrin de basket-ball. Il mesure 1,99 m et comme joueur, il évolue au poste d'ailier.
Bogavac est membre de l'équipe de Serbie-Monténégro en 2003.

## Clubs successifs

### Joueur
- 1997-2001 :  Lovćen Cetinje (1er division)
- 2001-2005 :  Hemofarm Vršac (KLS)
- 2005-2006 :  Breogán Lugo (Liga ACB)
- 2006-2008 :  Le Mans Sarthe Basket (Pro A)
- 2008 :  Lovćen Cetinje (1er division)
- 2008 :  Mahram Téhéran (Championnat d'Iran de basket-ball)
- 2009 :  ASVEL (Pro A)
- 2009 :  Gorštak Kolašin (1er division)
- 2009-2010 :  JDA Dijon (Pro A)
- 2010 :  ASVEL Lyon-Villeurbanne (Pro A)

### Entraîneur
- 2011-2012 : :  KK Vršac (KLS)
- 2013-2014 :  SIG Strasbourg (Pro A) (entraîneur adjoint)
- 2015-2016 :  Équipe du Monténégro de basket-ball U18
- 2017-2020 :  SIG Strasbourg (Pro A) (entraîneur adjoint)
- Déc. 2023- :  AS Alsace (Pro B)

## Palmarès

### Club
- Vainqueur de la Ligue adriatique : 2005
- Champion de France Pro A en 2009 avec l'ASVEL

### Sélection nationale
- Championnat d'Europe masculin de basket-ball
  - Championnat d'Europe 2003 en Suède
- autres
  - International serbo-monténégrin en 2003

### Distinctions personnelles
- Vainqueur du concours de tirs à 3 points lors du All-Star Game espagnol 2006
- Nommé défenseur de l’année de la Ligue adriatique en 2005
- Nommé MVP de la Finale de la Ligue adriatique en 2005
- A participé au All-Star Game yougoslave en 2001